# おろし器

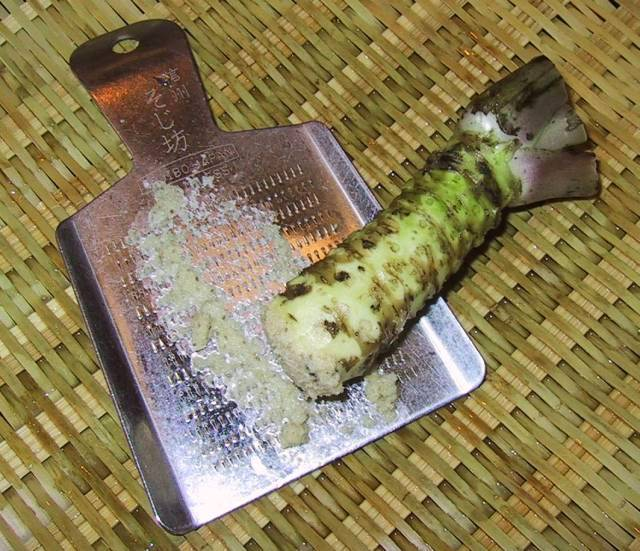
おろし器（おろし金）

おろし器（おろしき）は、食材をすりおろすための調理器具の総称。表面に小さな突起が多数突き出ており、突起部に食材をこすり付けることで食材の組織を破壊し、食材を細片化する。金属製のものが多いが、プラスチック製のものやセラミック製のものも多く市販されている。陶製やガラス製のものもある。

## 種類

### おろし金
金属板の表面に目立てによって多数の刃を付けたもの。スズで加工した銅板、アルミニウム、ステンレス板などが用いられる。表と裏の両面使えるものも多く、その場合には表と裏で目の細かさが異なる。

### 鮫皮おろし

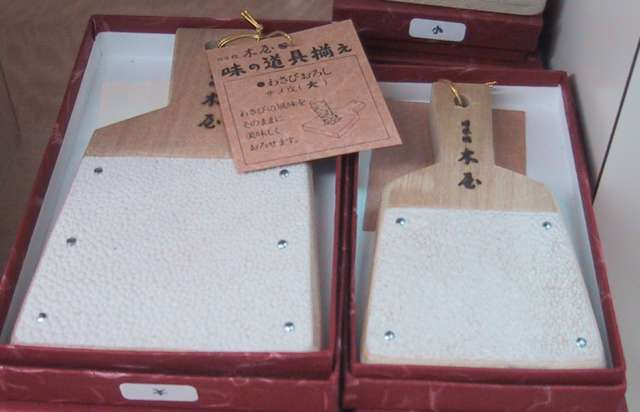
鮫皮おろし

鮫皮を利用したおろし器で、突起が小さく突起部の密集度が高いので、食材を滑らかにすりおろすことができる。山葵をおろすのに多用され、山葵以外の食材に利用することはほとんどない。鮫皮と呼ばれるが、現代ではエイの皮が利用される。

### 鬼おろし
竹を加工し、鋸歯状に1cmほどの三角形の突起を持たせたおろし器。粗く固まり状におろすことができる。大根をおろすのに利用され、大根以外の食材に利用されることは稀である。栃木県をはじめとする北関東地域の郷土料理・しもつかれを作るのに欠かせない道具である。

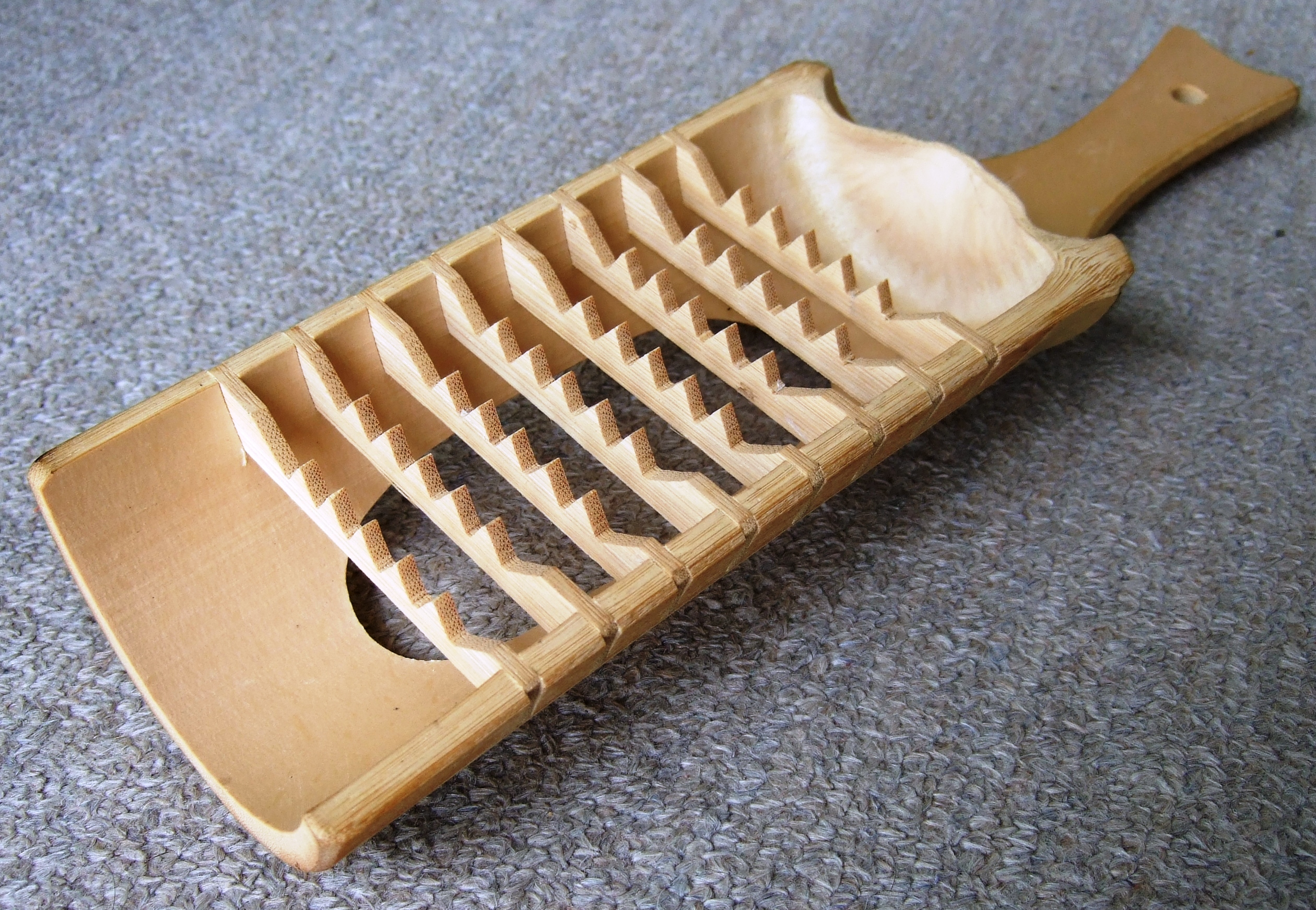
鬼おろし

### チーズおろし
チーズをすりおろすための道具。日本では英語名称でチーズ・グレーター（Cheese Grater）とも呼ばれる。グレーターと呼ばれる器具には、食材をペースト状・粉末状に「おろす」ことを用途とするもののほか、「削る」「切る」ものも含まれる。さまざまな形状のものがあるが、筒状あるいは半円状に反った形状の金属板で多数の刃が付けられているものが多い。

### 岩塩おろし
岩塩をおろすための道具。ステーキ店や焼肉専門店などで用いられることがある。

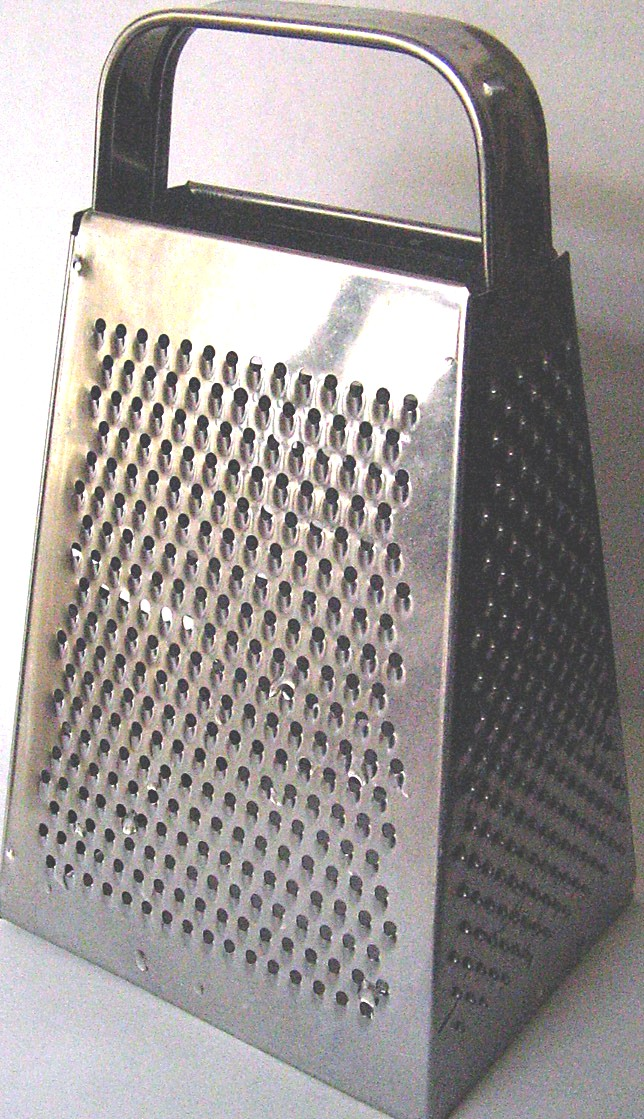
チーズ・グレーターの一種。箱状のボックス・グレーター。
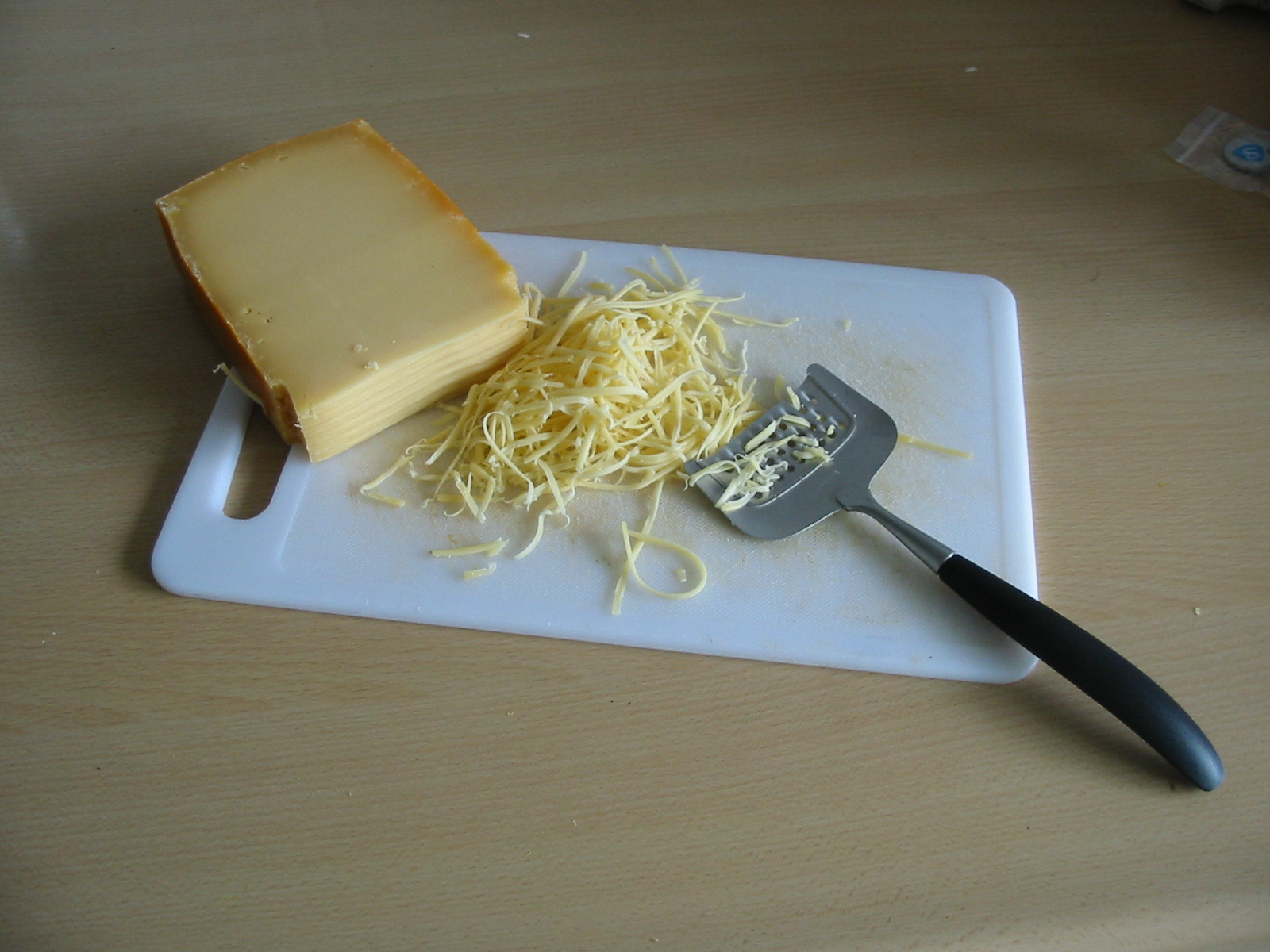
チーズ・グレーターの一種。ピーラーのように扱う手持ちタイプ。
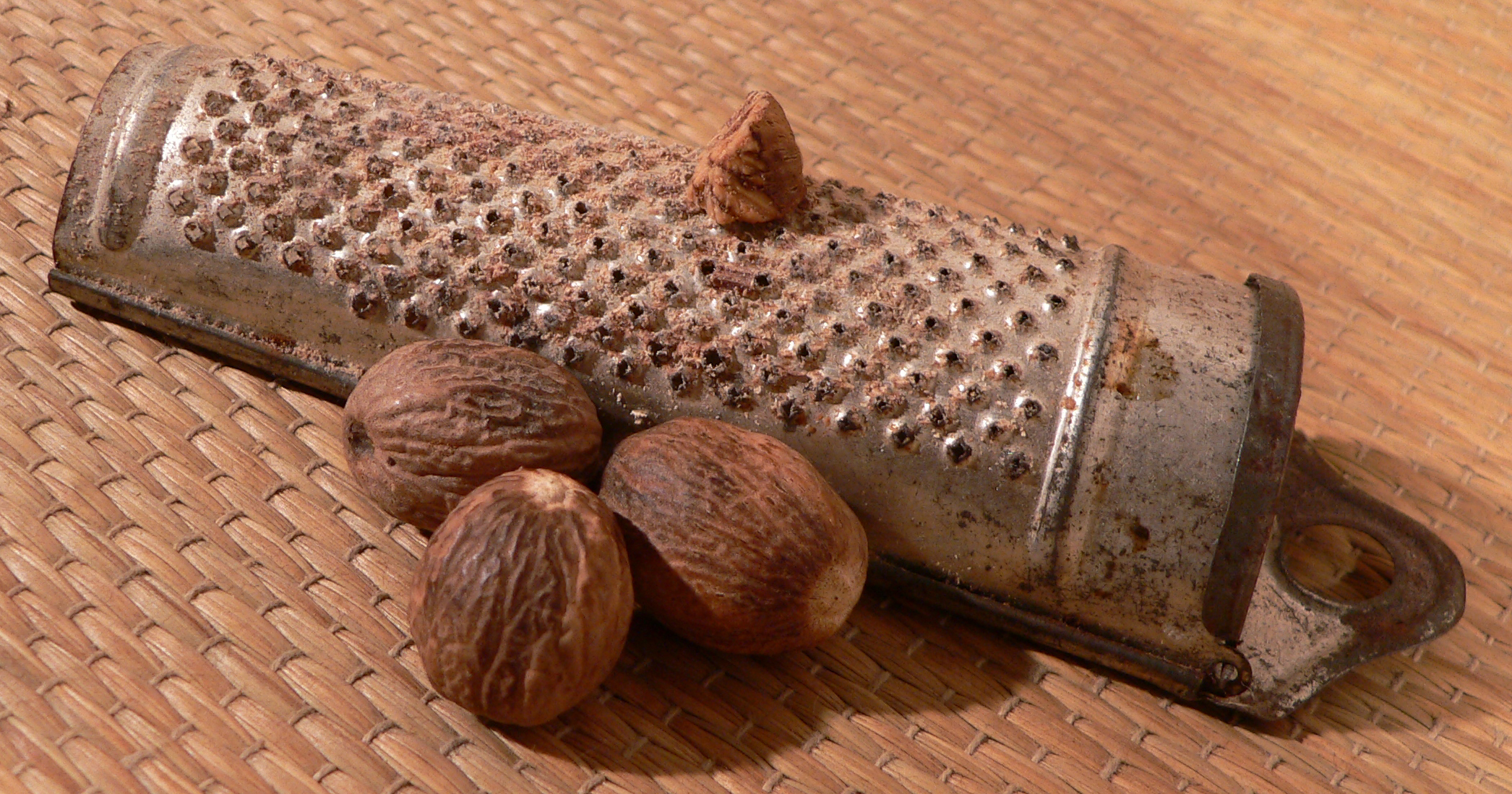
円筒形のおろし器。写真ではナツメグをおろすのに使われている。
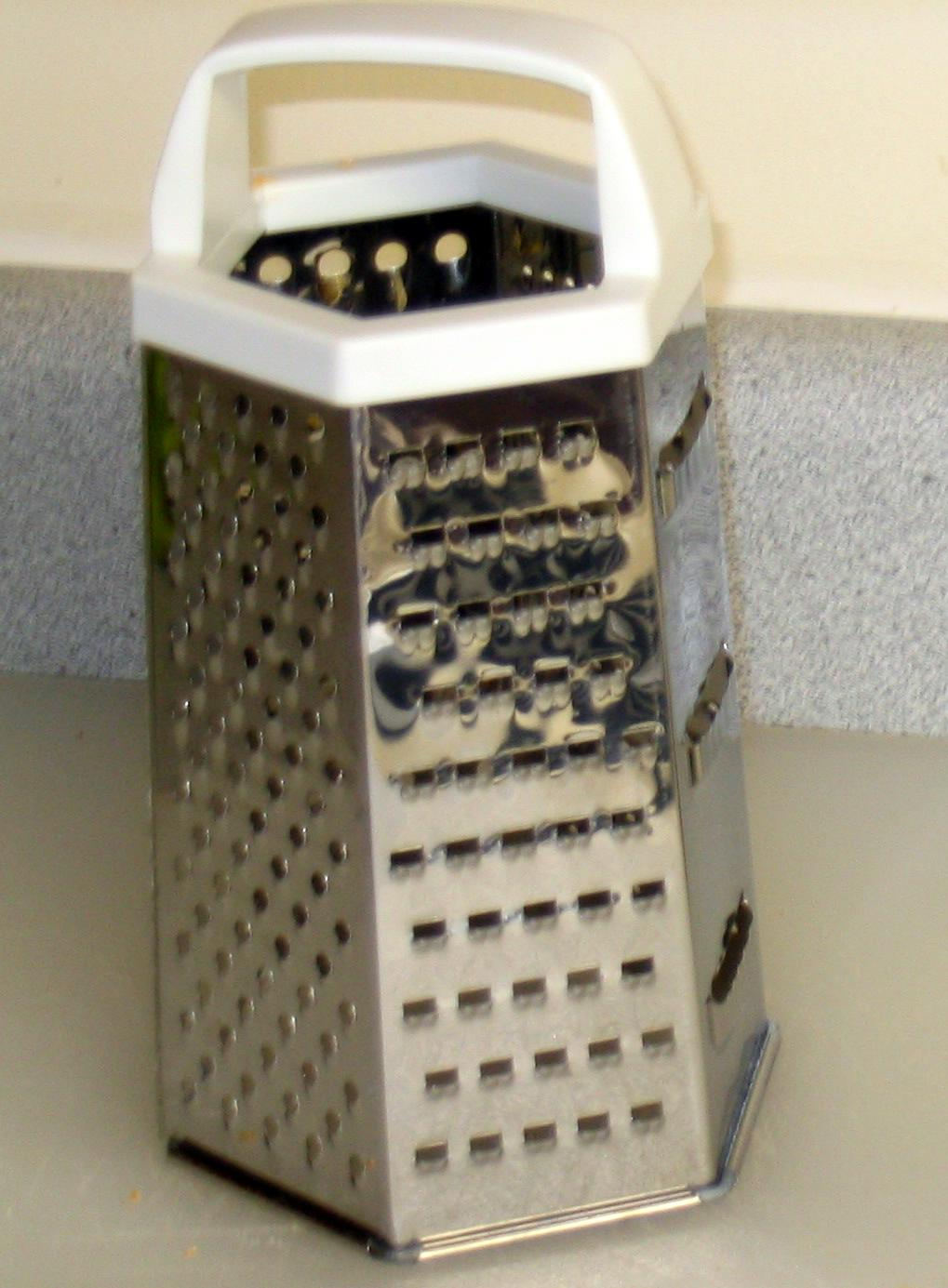
多目的ボックス・グレーター。面ごとに目の形状が異なるため、好みの粗さにおろせる。
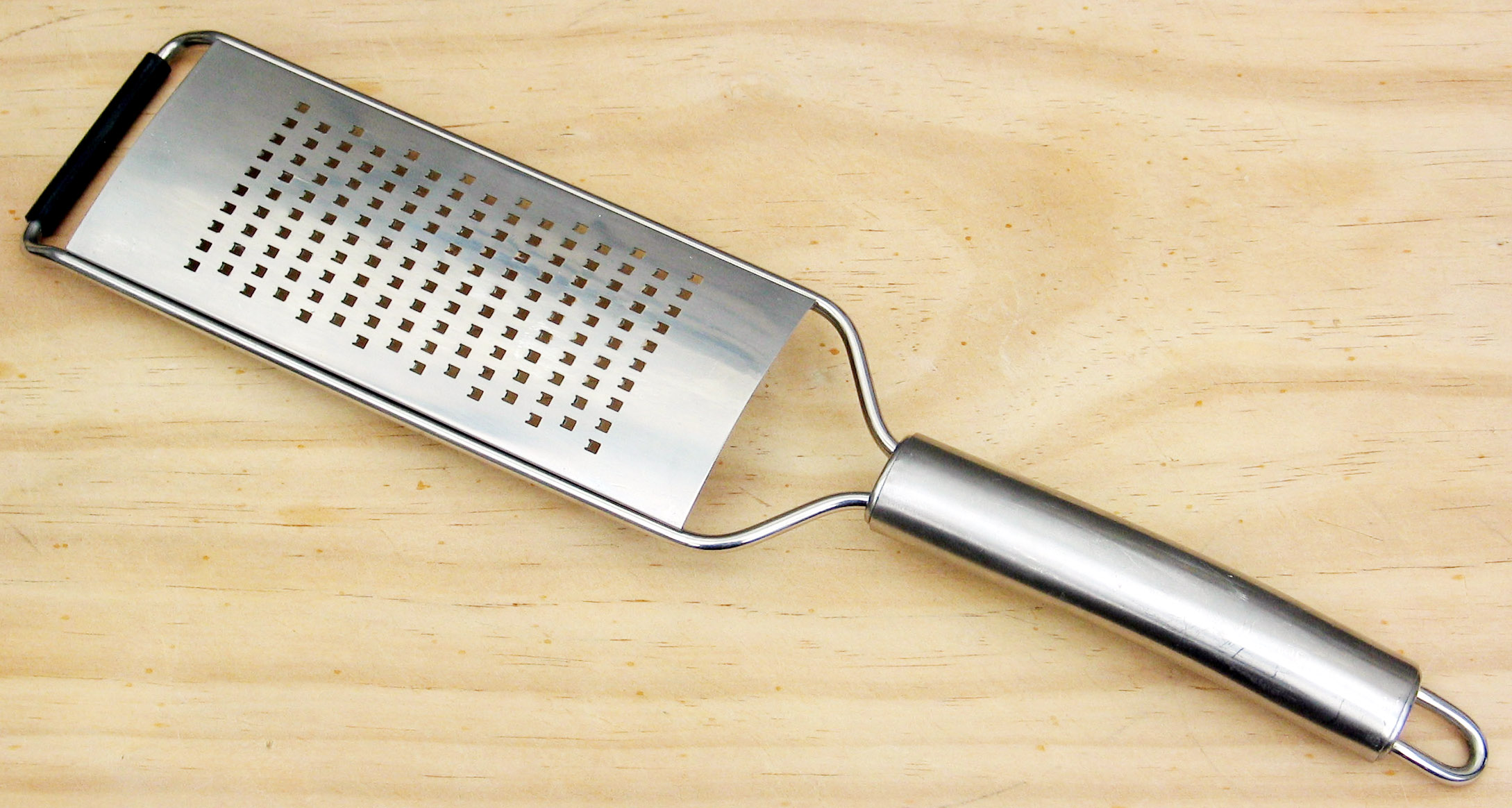
万能おろし器の一種、マイクロプレイン（商品名）
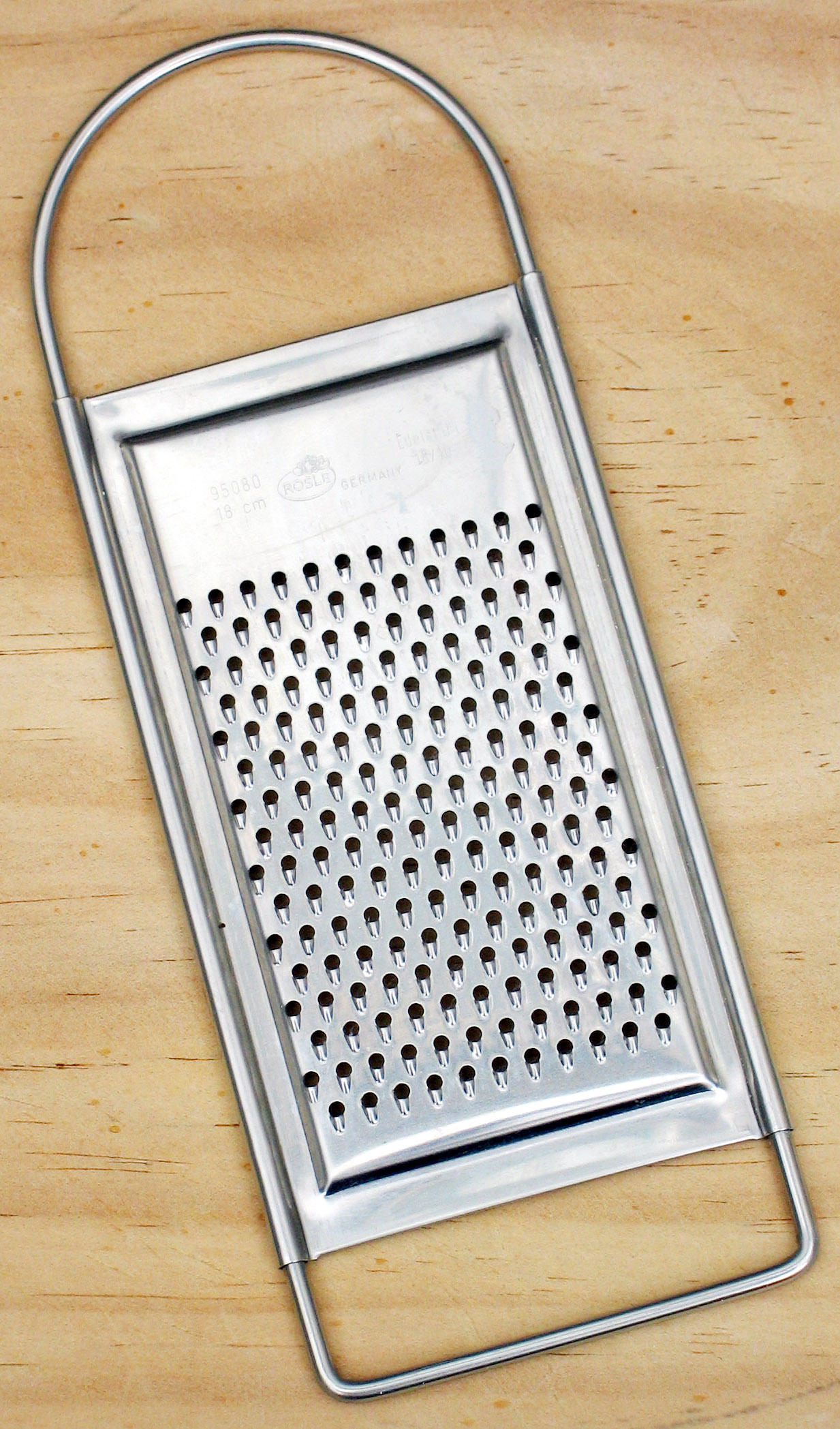
柑橘類の皮（シトラスピール）をすりおろすゼスターの一例。
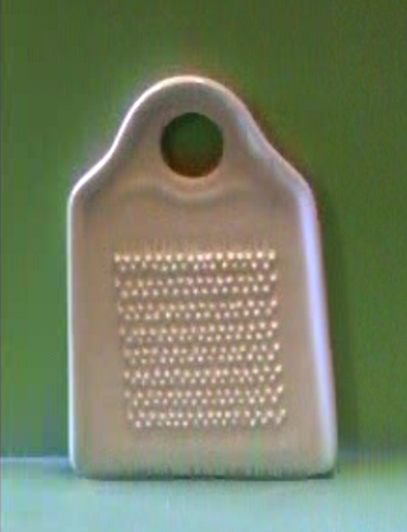
陶製の生姜おろし
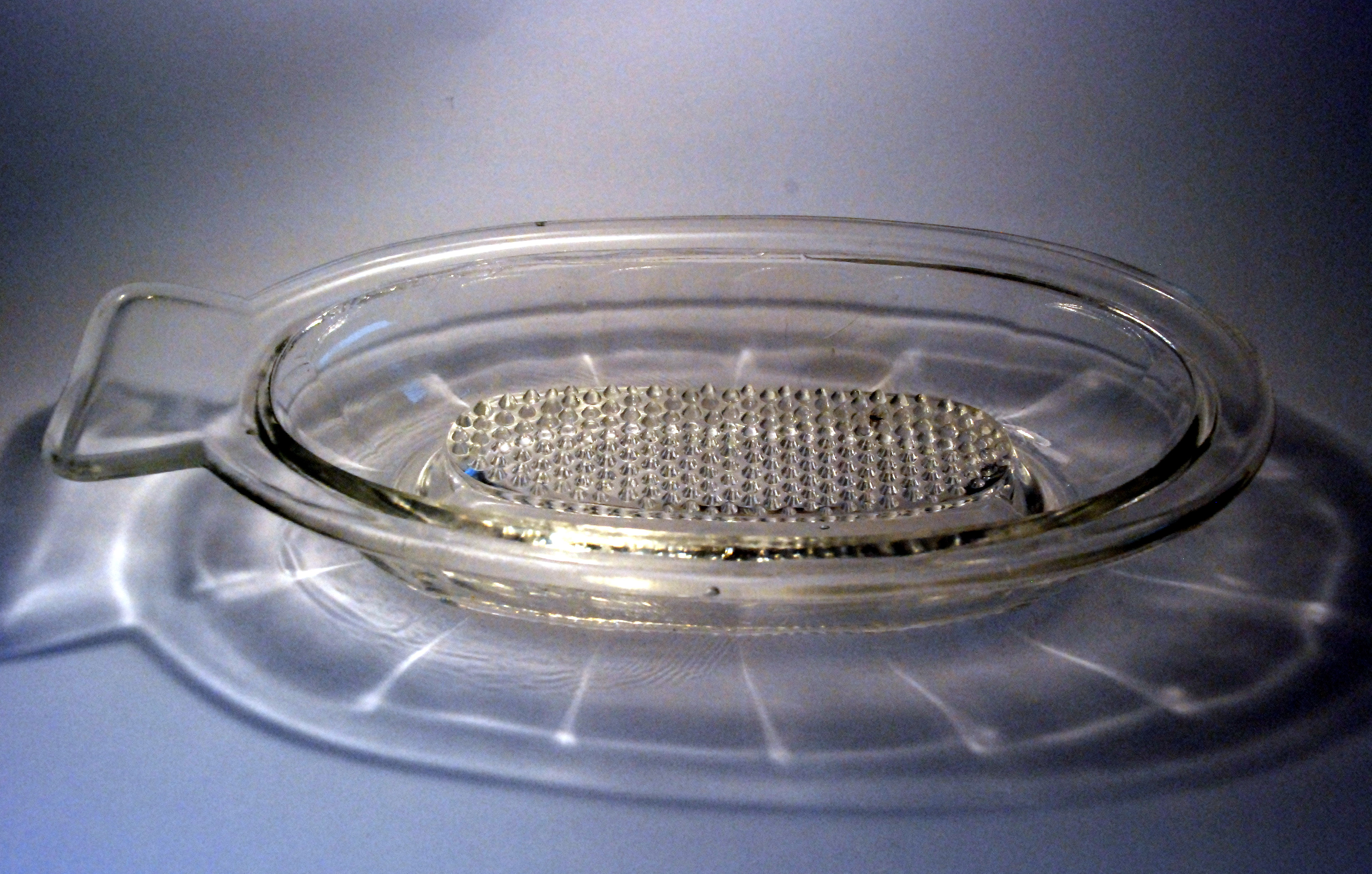
ガラス製のおろし器。ナガイモなどをおろすのに使われる。突起の周囲の窪みにおろした具材がたまる。

## 近縁の調理器具
すり鉢の櫛目を使い、山芋をすりおろすのに利用されることがある（とろろ）。
おろし器には、スライサーとセットになったものもある。